# (16114) Alyono
(16114) Alyono (1999 XV23) – planetoida z pasa głównego asteroid okrążająca Słońce w ciągu 3,73 lat w średniej odległości 2,4 j.a. Odkryta 6 grudnia 1999 roku.